# Abe Masakatsu
Abe Masakatsu est un nom japonais traditionnel ; le nom de famille (ou le nom d'école), Abe, précède donc le prénom (ou le nom d'artiste).
Abe Masakatsu (阿部 正勝, 4 juillet 1541-19 mai 1600) est un samouraï du clan Abe de la province de Mikawa au service de Tokugawa Ieyasu. Fils d'Abe Masanobu, Masakatsu sert Ieyasu dès son jeune âge et l'accompagne à Sunpu comme otage. En 1590, Ieyasu lui donne Ichihara dans la province d'Izu et Hatogaya dans la province de Musashi, ce qui amène les revenus de Masakatsu à 5 000 koku. Masakatsu reçoit également le nom honorifique de Toyotomi de Toyotomi Hideyoshi en 1594[pas clair].
Masakatsu meurt à Osaka en 1600, son fils et successeur, Abe Masatsugu, reçoit une augmentation d'allocation, ce qui permet à ses terres héritées de Hatogaya d'accéder à la qualité de domaine féodal.

## Source de la traduction
- (en) Cet article est partiellement ou en totalité issu de l’article de Wikipédia en anglais intitulé « Abe Masakatsu » (voir la liste des auteurs).